# Jaqueline Lozeron
Jaqueline Lozeron, née le 17 octobre 1910 au Locle et décédée le 24 août 1957 à Cornaux, est une historienne médiéviste suisse.
Elle s'intéresse en particulier au XVe siècle neuchâtelois.

## Origines et famille
Jaqueline Lozeron naît le 17 octobre 1910 au Locle, dans le canton de Neuchâtel. Elle est originaire de Gorgier, dans le même canton.
Son père, Édouard Lozeron (1880-1943), est ingénieur forestier. Il est nommé inspecteur cantonal des forêts en 1927. Sa mère est née Marie Suzanne Belperrin (? - 1944). Jaqueline a une sœur cadette, Sylvie Lozeron, qui exerce le métier d'institutrice et décède en 2002, sans jamais se marier.

## Vie
Alors qu'elle est auditrice libre à la Faculté des Lettres de l'Université de Neuchâtel, Jaqueline Lozeron est repérée par les professeurs Arthur Piaget et Max Niedermann, qui l'encouragent à débuter des études régulières. Suivant leurs conseils, elle s'inscrit à l'École supérieure des jeunes filles de Neuchâtel. En 1931, elle obtient un baccalauréat ès lettres. Ensuite, elle s'inscrit à l'Université de Neuchâtel et décroche une licence latin-langues vivantes en 1933.
Après l'obtention de son diplôme, Jaqueline Lozeron s'oriente vers des études d'histoire. Elle assiste au séminaire d’histoire de la Réformation que l’archiviste cantonal Arthur Piaget dispense dans un local aux Archives de l'État de Neuchâtel. Pendant ses études à l'Université de Neuchâtel, elle se passionne pour la recherche historique. Elle commence une thèse de doctorat qui restera inachevée.
En 1932, l'historienne écrit son premier article scientifique. Jusqu'en 1950, elle publie au total plus de cinquante articles dans la revue historique Musée neuchâtelois.
En 1938, Jaqueline Lozeron retrace l'histoire de la Feuille d'Avis de Neuchâtel à l'occasion du bicentenaire du quotidien, fondé le 2 octobre 1738. Son article, intitulé Histoire d'un journal ou deux siècles d'existence, paraît dans le numéro spécial du 2 octobre 1938. Le rédacteur en chef du journal René Braichet (1910-1977) y fait l'éloge du travail de l'historienne :

« Une jeune savante s'est chargée de la besogne ; avec toute la précision, avec toute la sûreté de méthode que lui confère sa science des archives, Mlle Jaqueline Lozeron a retracé le passé de la Feuille d'Avis de Neuchâtel et ses pages apportent dès lors aux annales neuchâteloises elles-mêmes une contribution singulièrement heureuse. »

Selon Louis Thévenaz, le surmenage lié à cette recherche historique l'a gravement affectée. Les premiers symptômes d'une maladie insurmontable se manifestent par des troubles de la vue et de l'appareil locomoteur. Malgré tout, l'historienne poursuit ses recherches et établit une généalogie complète de la famille Wavre. Jaqueline Lozeron décède le 24 août 1957 à Cornaux des suites de sa longue maladie. Elle n'était pas mariée.
Après son décès, la Feuille d'Avis de Neuchâtel rend hommage à « une personnalité bien connue dans le monde des historiens neuchâtelois » qui « s'était vouée avec passion aux travaux difficiles et savants relatifs à l'histoire neuchâteloise ancienne ».

## Publications
- La vie au château de Valangin dans la seconde moitié du XVme siècle, 1932
- Marie de Chalon, 1933
- Les deux châteaux de Neuchâtel au 14e siècle (avec Arthur Piaget), 1940
- La jeunesse de Jean de Fribourg à la cour de Neuchâtel. In: Musée neuchâtelois, 1943, p. 4-12 lire en ligne - doc.rero.ch
- Jean de Fribourg et Marie de Chalon, leurs enfants et leur héritier. In: Musée neuchâtelois, 1946, p. 42-48 lire en ligne - doc.rero.ch